# Knaphoscheid
Knaphoscheid (luxembourgeois : Knapphouschent) est une section et un village de la commune luxembourgeoise de Wiltz située dans le canton de Wiltz.

## Histoire
Knaphoscheid faisait partie de la commune d'Eschweiler jusqu'au 1er janvier 2015 lorsque cette dernière fusionna avec Wiltz.